# Mario

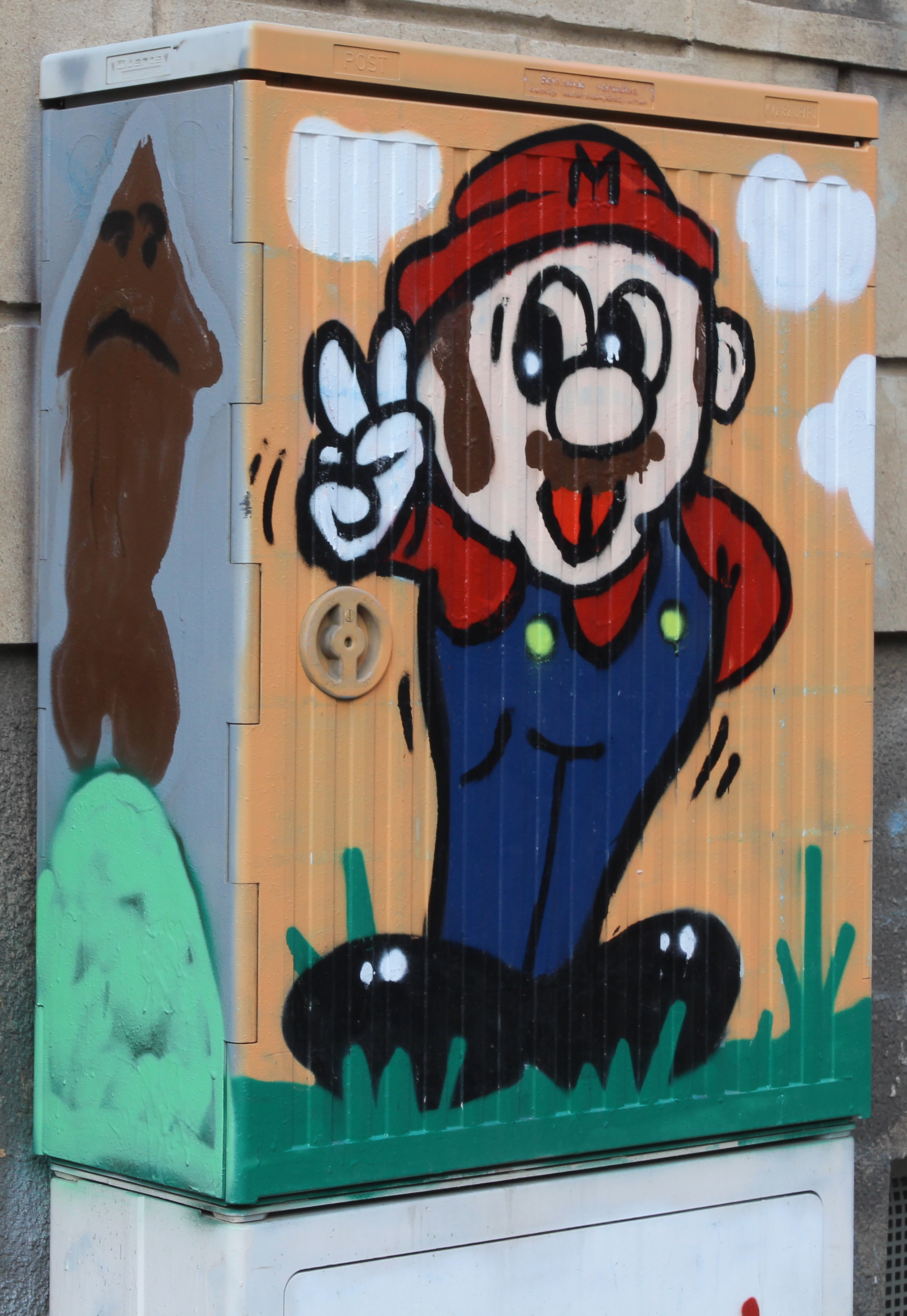
Mario jako street art v Halle

Mario je fiktivní postava a protagonista videoherní série Super Mario a zároveň je i maskotem společnosti Nintendo. Jeho tvůrcem je herní designér a producent Šigeru Mijamoto, a poprvé se objevil v roce 1981 jako hlavní postava hry Donkey Kong (později bylo ukázáno, že hlavní postavou v té hře nebyl Mario, nýbrž jeho otec Jumpman, který zachraňoval jeho matku Pauline). Od roku 2023 jej v anglických hrách dabuje Kevin Afghani. Ve filmu ho dabuje Chris Pratt. V českém dabingu ho dabuje Martin Písařík.
Mario se objevil ve více než 200 hrách (alespoň jednou na každé jedné konzoli od Nintenda) a je jednou z nejznámějších a nejpopulárnějších videoherních postav.
Existuje i série lego stavebnic Super Mario.

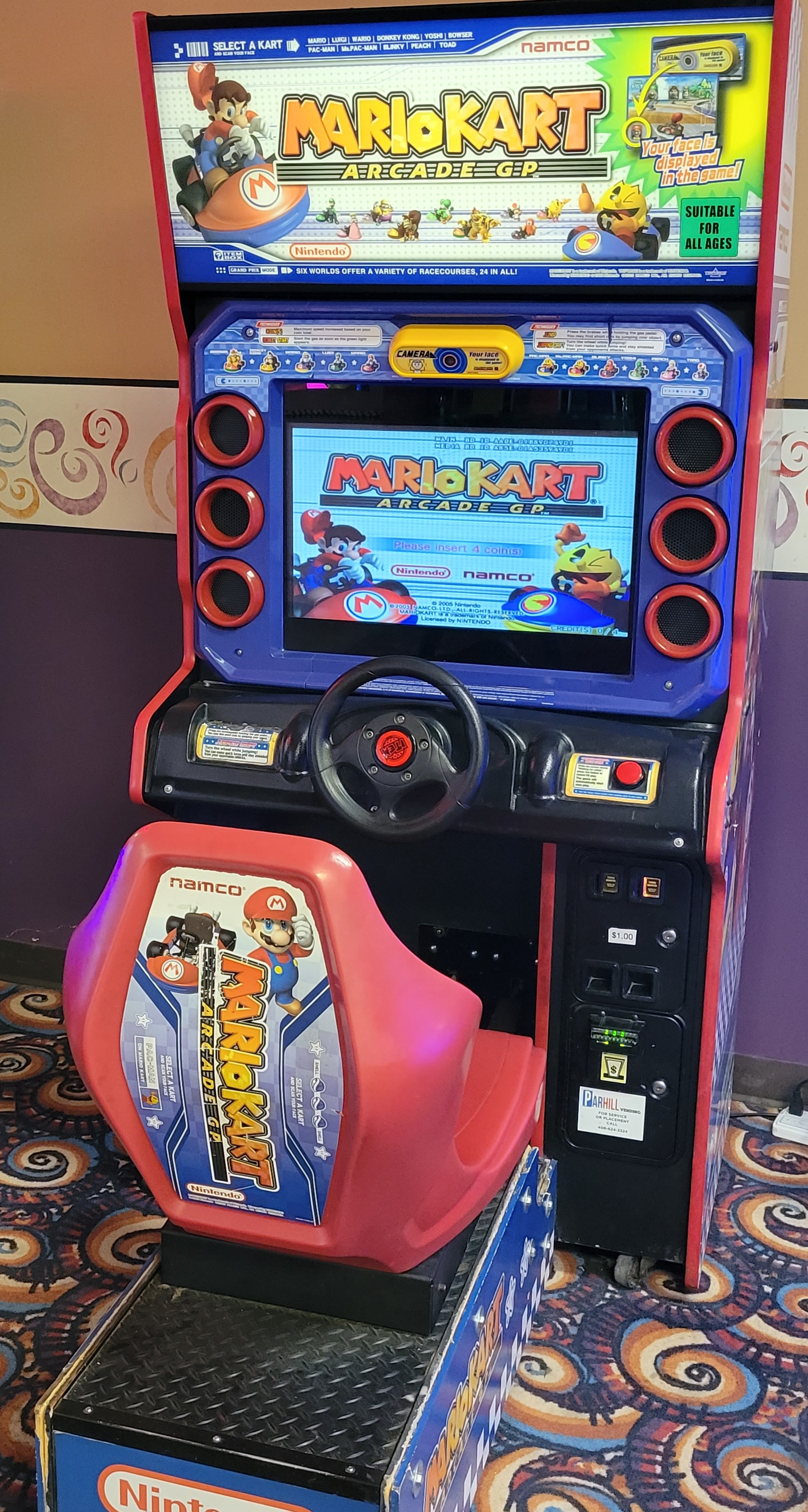
Postava Maria vyobrazená na arkádovém boxu hry Mario Kart Arcade GP

## Popis postavy
Mario je malý a 24letý muž, zavalitý italský instalatér, který většinou vystupuje jako hrdinný oponent ďábelského Bowsera a zachránce princezny Peach, kterou Bowser často unáší. Na jeho dobrodružstvích ho často doprovází jeho mladší bratr Luigi.
Mariův charakteristický vzhled tvoří modré montérky, červené tričko a červená čepice, na které je písmeno M. Během jeho debutu ve hře Donkey Kong byly ale barvy jeho oblečení převrácené. Jeho nejvýraznějším rysem, kromě jeho vzhledu, je skákání. To se kromě dosažení vysokých míst používá i na boj proti různým nepřátelům tak, že jim Mario skáče na hlavy. V některých hrách zvykne používá i nějaké zbraně, nejčastěji velké kladivo.
Na svých dobrodružstvích Mario získává různé kouzelné věci, které mu dávají speciální schopnosti. Mezi ně patří houby, které zvětšují jeho velikost, magické květiny, které mu umožňují střílet ohnivé koule, nebo hvězdička, která Maria udělá na krátkou dobu nezničitelným.